# Curvatura sezionale
In geometria differenziale, la curvatura sezionale misura la curvatura di una varietà riemanniana lungo piani dello spazio tangente in un punto della varietà. La curvatura sezionale contiene la stessa quantità di informazioni del tensore di Riemann.

## Definizione
Sia {\displaystyle p} un punto in una varietà riemanniana {\displaystyle M}, e {\displaystyle \sigma } un piano (passante per l'origine) nello spazio tangente {\displaystyle T_{p}} in {\displaystyle p}. 
La mappa esponenziale manda un aperto di {\displaystyle \sigma } contenente l'origine su una superficie {\displaystyle S}, contenuta in {\displaystyle M} e tangente a {\displaystyle \sigma } in {\displaystyle p}. Si tratta della superficie ottenuta prendendo localmente tutte le geodetiche uscenti da {\displaystyle p} tangenti a {\displaystyle \sigma }.
La curvatura sezionale {\displaystyle K(\sigma )} di {\displaystyle M} rispetto a {\displaystyle \sigma } è la curvatura gaussiana di {\displaystyle S} in {\displaystyle p}.

## Relazione con il tensore di Riemann
La curvatura sezionale può essere ricavata dal tensore di Riemann. Siano {\displaystyle u} e {\displaystyle v} due vettori che generano il piano {\displaystyle \sigma }; vale la formula
{\displaystyle K(\sigma )={\langle R(u,v)v,u\rangle  \over \langle u,u\rangle \cdot \langle v,v\rangle -\langle u,v\rangle ^{2}}}
dove {\displaystyle R} è il tensore di Riemann, ed il prodotto scalare è dato dal tensore metrico. 
D'altra parte, il tensore di Riemann può essere completamente espresso in termini delle curvature sezionali nel punto.

## Spazi a curvatura sezionale costante
Una varietà a curvatura sezionale costante è una varietà riemanniana in cui la curvatura sezionale è sempre un valore {\displaystyle K}, indipendentemente dal punto {\displaystyle p} e dal piano {\displaystyle \sigma }. A meno di riscalare il tensore metrico di un fattore costante, si può supporre che questa curvatura sia {\displaystyle K=-1}, {\displaystyle 0} oppure {\displaystyle 1}. La varietà è allora detta rispettivamente iperbolica, piatta e ellittica.
Per ogni dimensione {\displaystyle n} esiste (a meno di riscalamento) esattamente una varietà iperbolica, piatta e ellittica, che sia anche connessa, semplicemente connessa e completa. Queste sono rispettivamente lo spazio iperbolico {\displaystyle \mathbb {H} ^{n}}, lo spazio euclideo {\displaystyle \mathbb {R} ^{n}} e la sfera {\displaystyle S^{n}}.
Ogni altra varietà iperbolica, piatta e ellittica completa ha uno di questi tre modelli come rivestimento universale, ed è quindi costruita a partire da questo come quoziente di un opportuno gruppo di isometrie. 
Ad esempio, lo spazio proiettivo reale {\displaystyle \mathbb {R} \mathbb {P} ^{n}} è una varietà ellittica ottenuta quozientando la sfera {\displaystyle S^{n}} tramite la mappa antipodale.